# Anolis maculigula
Espèce
Synonymes
- Dactyloa maculigula (Williams, 1984)

Statut de conservation UICN

 VU B1ab(iii) : Vulnérable
Anolis maculigula est une espèce de sauriens de la famille des Dactyloidae.

## Répartition
Cette espèce est endémique de Colombie. Elle se rencontre dans les départements de Chocó et d'Antioquia.

## Description
L'holotype de Anolis maculigula, un mâle adulte, mesure, queue non comprise, 98 mm.

## Étymologie
Son nom d'espèce, du latin macula, « tache », et gula, « gorge »,, lui a été donné en référence à sa gorge fortement tachetée.

## Publication originale
- Williams, 1984 : New or problematic Anolis from Colombia. III. Two new semiaquatic anoles from Antioquia and Choco, Colombia. Breviora, no 478, p. 1-22 (texte intégral).